# Hugh Fortescue (3. hrabia Fortescue)
Hugh Fortescue (4 kwietnia 1818 - 10 października 1905) – brytyjski arystokrata i polityk, syn Hugh Fortescue, 2. hrabiego Fortescue i lady Susan Ryder, córki 1. hrabiego Harrowby.
W 1841 r. zasiadł w Izbie Gmin jako deputowany okręgu Plymouth. Stracił miejsce w 1852 r., ale został ponownie wybrany w 1854 r., tym razem z okręgu Marylebone. W niższej izbie parlamentu zasiadał do 1859 r. W tym czasie był m.in. młodszym lordem skarbu (w latach 1846–1847) i parlamentarnym sekretarzem Rady ds. Praw Biednych (w latach 1847–1851). Po śmierci ojca w 1861 r. odziedziczył tytuł hrabiego Fortescue i zasiadł w Izbie Lordów.
11 marca 1847 r. poślubił Georgianę Augustę Charlotte Caroline Dawson-Damer (zm. 8 grudnia 1866), córkę pułkownika George'a Dawsona i Mary Seymour, córki admirała lorda Hugh Seymoura. Hugh i Georgiana mieli razem sześciu synów i cztery córki:
- Mary Eleanor Fortescue (1849 - 12 października 1938), żona George'a Bridgemana, nie miała dzieci
- Lucy Catherine Fortescue (1851 - 19 marca 1940), żona Michaela Hicks-Beacha, 1. hrabiego St Aldwyn, miała dzieci
- Georgiana Seymour Fortescue (1852 - 24 grudnia 1915), żona lorda Ernesta Seymoura, miała dzieci
- Hugh Fortescue (16 kwietnia 1854 - 29 października 1932), 4. hrabia Fortescue, ożenił się z Emily Ormsby-Gore, miał dzieci
- kapitan Seymour John Fortescue (10 lutego 1856 - 20 marca 1942)
- major Lionel Henry Dudley Fortescue (10 listopada 1857 - 11 czerwca 1900), ożenił się z Emily Adam, nie miał dzieci
- kapitan Arthur Grenville Fortescue (24 grudnia 1858 - 3 października 1895), ożenił się z Lilią Fane, miał dzieci
- major John William Fortescue (28 grudnia 1859 - 22 października 1933), ożenił się z Winifred Beech, nie miał dzieci
- Charles Granville Fortescue (30 października 1861 - 1 lutego 1951), ożenił się z Ethel Clarke, miał dzieci
- Frances Blanche Fortescue (1865 - 24 października 1950), żona Archibalda Gordon-Duffa, miała dzieci